# Anapa
Anapa  (en ruso: Ана́па) es una ciudad portuaria del krai de Krasnodar, en Rusia. Está situada en la desembocadura del río Anapka en la bahía de Anapa de la costa norte del mar Negro, en las estribaciones de poniente del Cáucaso Occidental y en la península de Tamán, cercana al mar de Azov. Al norte de la localidad se hallan los pantanos de Anapa. En 2021 tenía 81.863 habitantes.
Es centro administrativo del ókrug urbano Ciudad de Anapa.

## Historia
La zona de Anapa está habitada desde la antigüedad. En un principio constituyó un importante puerto (Sinda) para convertirse después en la capital de Síndica. Más tarde, se constituyó la colonia de Gorguipia junto a Sinda, en el siglo VI a. C. Tres siglos más tarde, Gorguipia floreció gracias al activo comercio marítimo de la zona este del Mar Negro como parte del reino del Bósforo. Sin embargo, cayó en decadencia y permaneció inhabitada hasta el siglo III d. C., cuando fue tomada por tribus nómadas, las cuales dieron a Anapa su nombre actual. Fue colonia genovesa con el nombre de Mapa en el siglo XIV. 
Más tarde, en 1475, la ciudad fue conquistada por el Imperio otomano, cuyo pueblo construyó en Anapa una importante fortaleza en 1781-1782. Cuando los rusos llegaron aquí, a finales del siglo XVIII la ciudad era conocida con el nombre abjaso-adigué de Anapa, que significa "borde de la mesa". Fue tomada varias veces por las tropas rusas con ocasión de diversas confrontaciones bélicas entre ambos imperios. El 22 de junio de 1791 fue tomada y destruida por las tropas del general en jefe Iván Gudóvich y el mayor general Antón Shits (Asalto de Anapa) en la guerra ruso-turca de 1787-1792. El 29 de abril de 1807 fue tomada por las tropas del contralmirante Semión Pustoshkin en la guerra ruso-turca de 1806-1812. El 15 de julio de 1809 fue tomada de nuevo en la misma guerra. La plaza sería definitivamente capturada por las tropas del Imperio ruso bajo el mando de Aleksandr Ménshikov el 12 de junio de 1829 en la guerra ruso-turca de 1828-1829 y adjudicada a Rusia por el Tratado de Adrianópolis. 
Por decreto del zar Nicolás I del 15 de diciembre de 1846 la fortaleza de Anapa obtuvo el estatus de ciudad. Desde 1866 se edificaron aquí establecimientos balnearios. A principios del siglo XX ya era un conocido puerto y balneario. A principios de 1940 en Anapa había 14 sanatorios y más de 10 campamentos de pioneros. El balneario fue destruido durante la Gran Guerra Patria y reconstruido en la década de 1950. En 1979 comenzó a funcionar la estación ferroviaria Anapa, 1 km al norte de los límites de la ciudad.
En 2006 como resultado de la reforma de la administración local del krai de Krasnodar, fue unido el raión de Anapa y el territorio autónomo de la ciudad en el ókrug urbano de la ciudad-balneario de Anapa. Por el decreto n.º 586 del Presidente de la Federación Rusa del 5 de mayo de 2011 fue nombrada Ciudad de Gloria Militar.

## Demografía
| 1900  | 1959   | 1970   | 1979   | 1989   | 2000   | 2004   | 2008   | 2010   |
| ----- | ------ | ------ | ------ | ------ | ------ | ------ | ------ | ------ |
| 7 000 | 18 500 | 29 900 | 40 100 | 54 900 | 55 400 | 53 500 | 55 700 | 58 990 |

## Turismo

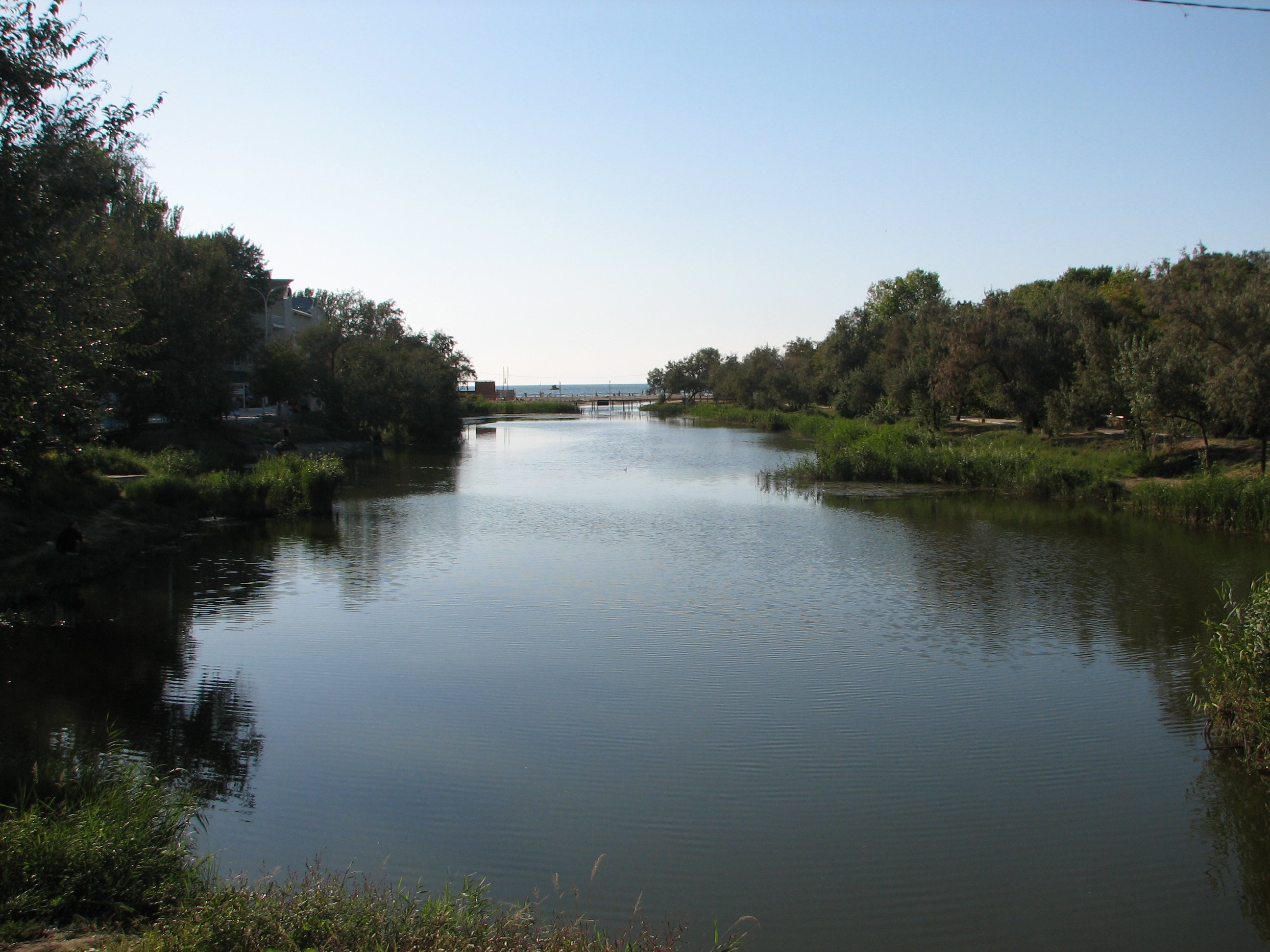
El río Anapka en Anapa.

La ciudad acoge un gran número de sanatorios y hoteles. Desde la caída de la Unión Soviética, su popularidad ha aumentado mucho junto a la de otras ciudades rusas situadas en la costa del mar Negro como Sochi, ya que, tras dicha caída, las ciudades de recreo tradicionales de Crimea y de Georgia quedaron al otro lado de la frontera nacional rusa. 
Anapa disfruta de un clima templado, en verano es caluroso y soleado y cuenta con numerosas playas de arena. Sin embargo, Anapa apenas atrae turismo extranjero, debido a su modesta infraestructura y a las dificultades de accesibilidad desde la Europa del Este a través de Moscú o Krasnodar, aunque cuenta con aeropuerto. Pero para los rusos sigue siendo una opción de ocio atractiva por encontrarse cerca y en su propio país y además económica, frente a otros destinos populares para los rusos pero más caros como Antalya, en la costa mediterránea de Turquía, o Sharm el-Sheij, en Egipto.
El día de la ciudad es el tercer domingo de septiembre.

## Clima
El clima de la ciudad es mediterráneo.
| Parámetros climáticos promedio de Anapa (1991-2020) | Parámetros climáticos promedio de Anapa (1991-2020) | Parámetros climáticos promedio de Anapa (1991-2020) | Parámetros climáticos promedio de Anapa (1991-2020) | Parámetros climáticos promedio de Anapa (1991-2020) | Parámetros climáticos promedio de Anapa (1991-2020) | Parámetros climáticos promedio de Anapa (1991-2020) | Parámetros climáticos promedio de Anapa (1991-2020) | Parámetros climáticos promedio de Anapa (1991-2020) | Parámetros climáticos promedio de Anapa (1991-2020) | Parámetros climáticos promedio de Anapa (1991-2020) | Parámetros climáticos promedio de Anapa (1991-2020) | Parámetros climáticos promedio de Anapa (1991-2020) | Parámetros climáticos promedio de Anapa (1991-2020) |
| Mes                                                 | Ene.                                                | Feb.                                                | Mar.                                                | Abr.                                                | May.                                                | Jun.                                                | Jul.                                                | Ago.                                                | Sep.                                                | Oct.                                                | Nov.                                                | Dic.                                                | Anual                                               |
| --------------------------------------------------- | --------------------------------------------------- | --------------------------------------------------- | --------------------------------------------------- | --------------------------------------------------- | --------------------------------------------------- | --------------------------------------------------- | --------------------------------------------------- | --------------------------------------------------- | --------------------------------------------------- | --------------------------------------------------- | --------------------------------------------------- | --------------------------------------------------- | --------------------------------------------------- |
| Temp. máx. abs. (°C)                                | 17.7                                                | 21.0                                                | 24.5                                                | 29.2                                                | 31.1                                                | 36.3                                                | 38.0                                                | 38.2                                                | 32.9                                                | 35.6                                                | 27.1                                                | 22.3                                                | 38.2                                                |
| Temp. máx. media (°C)                               | 6.2                                                 | 6.7                                                 | 9.8                                                 | 15.0                                                | 20.1                                                | 25.2                                                | 28.7                                                | 29.2                                                | 23.9                                                | 18.1                                                | 12.1                                                | 8.1                                                 | 16.9                                                |
| Temp. media (°C)                                    | 2.9                                                 | 3.2                                                 | 6.4                                                 | 11.0                                                | 16.2                                                | 21.3                                                | 24.4                                                | 24.5                                                | 19.5                                                | 14.0                                                | 8.3                                                 | 4.8                                                 | 13                                                  |
| Temp. mín. media (°C)                               | 0.2                                                 | 0.4                                                 | 3.6                                                 | 7.9                                                 | 13.1                                                | 17.9                                                | 20.3                                                | 20.1                                                | 15.2                                                | 10.4                                                | 5.2                                                 | 2.0                                                 | 9.7                                                 |
| Temp. mín. abs. (°C)                                | -23.9                                               | -20.0                                               | -13.2                                               | -5.1                                                | 0.7                                                 | 7.6                                                 | 11.1                                                | 8.5                                                 | 2.0                                                 | -6.3                                                | -12.2                                               | -18.9                                               | -23.9                                               |
| Precipitación total (mm)                            | 60                                                  | 47                                                  | 51                                                  | 38                                                  | 40                                                  | 41                                                  | 34                                                  | 34                                                  | 55                                                  | 53                                                  | 50                                                  | 62                                                  | 565                                                 |
| Días de lluvias (≥ 1 mm)                            | 13                                                  | 12                                                  | 13                                                  | 13                                                  | 11                                                  | 9                                                   | 7                                                   | 6                                                   | 9                                                   | 10                                                  | 13                                                  | 14                                                  | 130                                                 |
| Días de nevadas (≥ 1 mm)                            | 6                                                   | 6                                                   | 4                                                   | 0.2                                                 | 0                                                   | 0                                                   | 0                                                   | 0                                                   | 0                                                   | 0.2                                                 | 2                                                   | 5                                                   | 23.4                                                |
| Horas de sol                                        | 72.9                                                | 97.1                                                | 148.8                                               | 191.0                                               | 272.3                                               | 310.1                                               | 339.9                                               | 319.1                                               | 251.7                                               | 191.5                                               | 102.9                                               | 58.6                                                | 2355.9                                              |
| Humedad relativa (%)                                | 81                                                  | 78                                                  | 77                                                  | 77                                                  | 77                                                  | 78                                                  | 71                                                  | 69                                                  | 72                                                  | 75                                                  | 79                                                  | 81                                                  | 76.3                                                |
| Fuente: Погода и климат                             |                                                     |                                                     |                                                     |                                                     |                                                     |                                                     |                                                     |                                                     |                                                     |                                                     |                                                     |                                                     |                                                     |

## Lugares de interés
- Museo arqueológico de Gorguipia.
- Iglesia Sviatogo Onufria Velikogo, una de las más antiguas iglesias del Kubán.
- Faro y paseo marítimo de Anapa.
- Zakáznik Bolshói Utrish.
- Delfinario de Anapa.

## Economía
Las principales industrias de la ciudad están relacionadas con los materiales de la construcción y los productos plásticos. Hay además empresas de la industria alimenticia (fábrica de pan, destilería). En los alrededores de la localidad se da la viticultura.

## Transporte

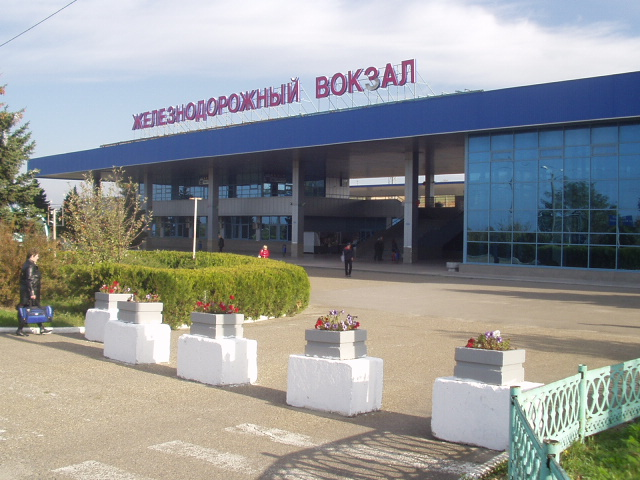
Estación de ferrocarril.

Por la localidad pasa la carretera federal M25 Novorosíisk-Port Kavkaz. Es terminal de un ramal del ferrocarril Krymsk-Port Kavkaz. El aeropuerto más cercano a Anapa es el aeropuerto de Vitiazevo (AAQ). Cuenta con un puerto para embarcaciones de tonelaje menor.

## Educación y cultura
En la localidad hay 26 escuelas y 29 bibliotecas.
El teatro de la ciudad de Anapa, situado en la calle Krímskaya fue reabierto en 2007 tras ser rehabilitado. En la calle Propatova está el museo de etnografía de la región.
El Festival Cinematográfico de Rusia y los países de la CEI Kinoshok se celebra cada otoño desde 1992.

## Ciudades hermanadas
- Novi Urengói,  Rusia 2007.
- Kizliar,  Rusia
- Gomel,  Bielorrusia

## Galería

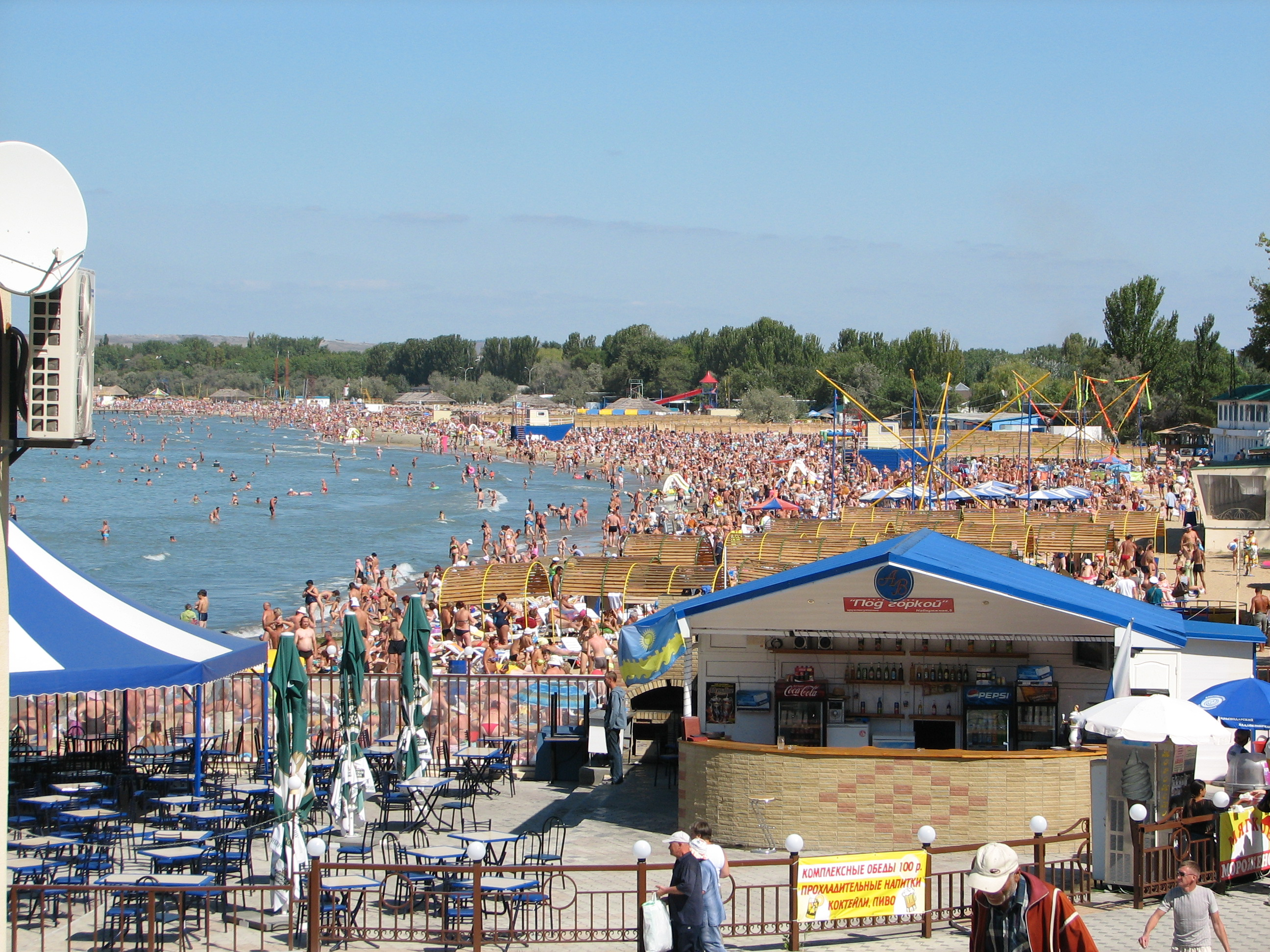
Playa urbana de Anapa.
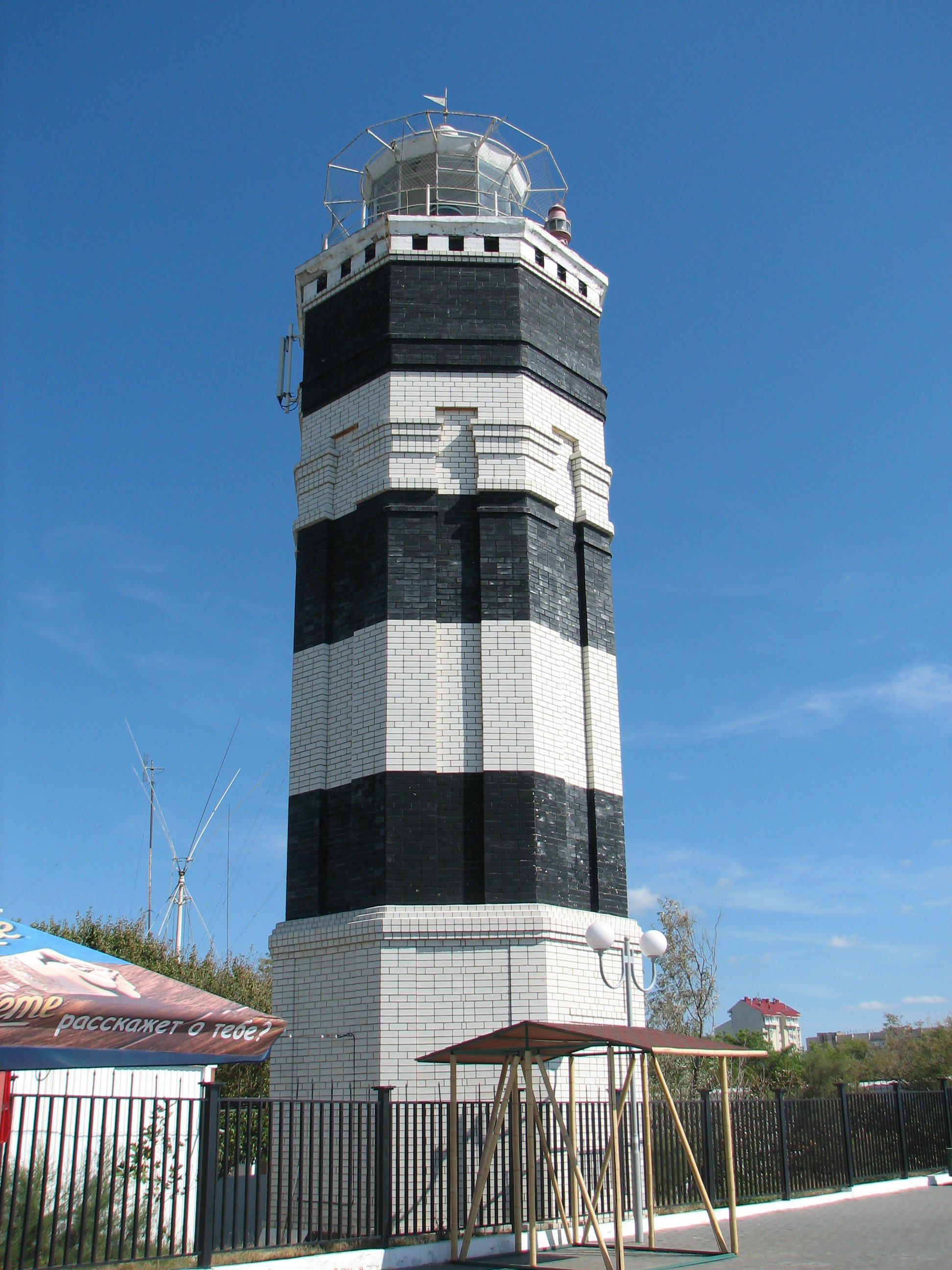
Faro de Anapa.
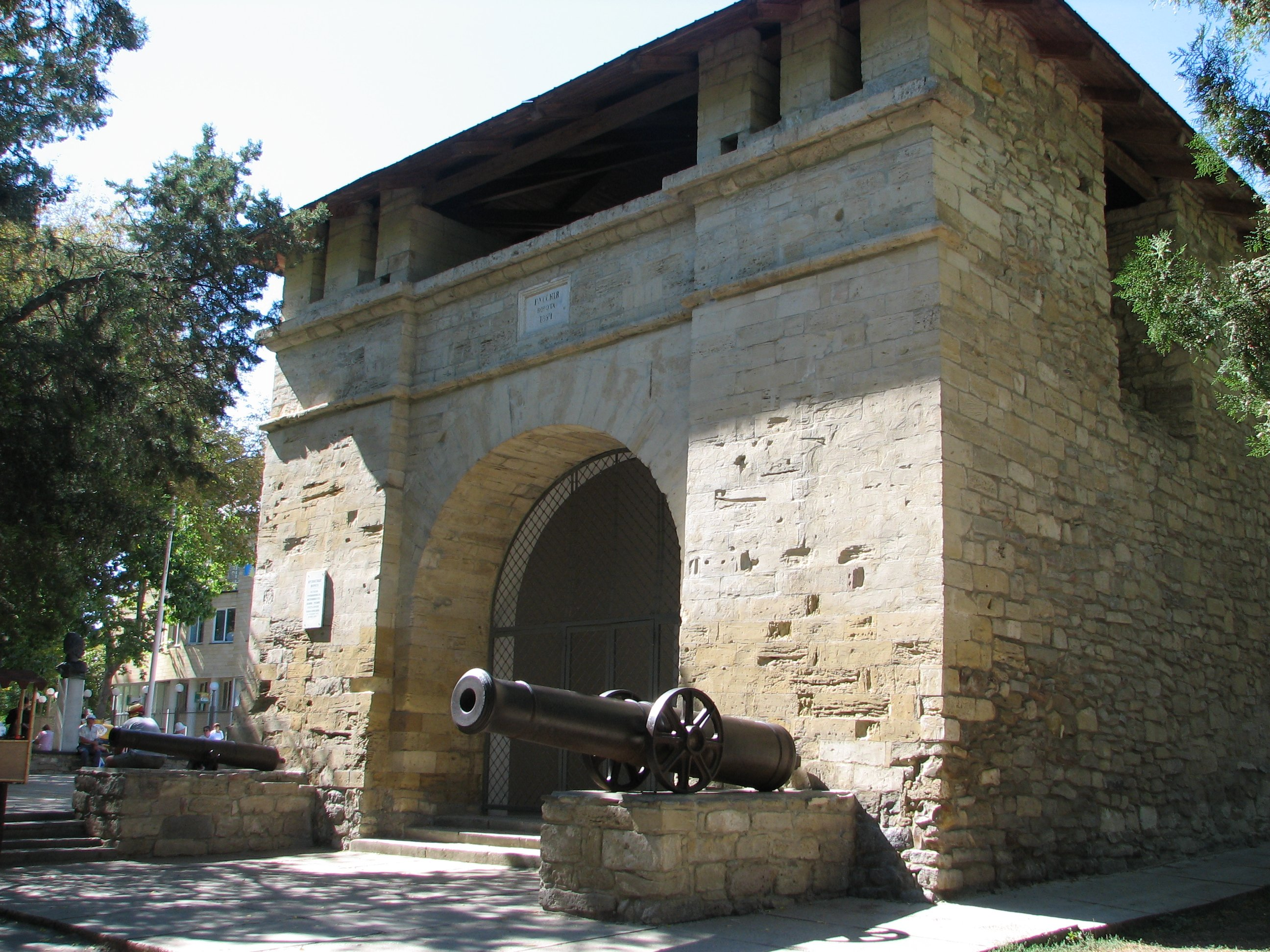
Puerta rusa, parte de la fortaleza otomana.
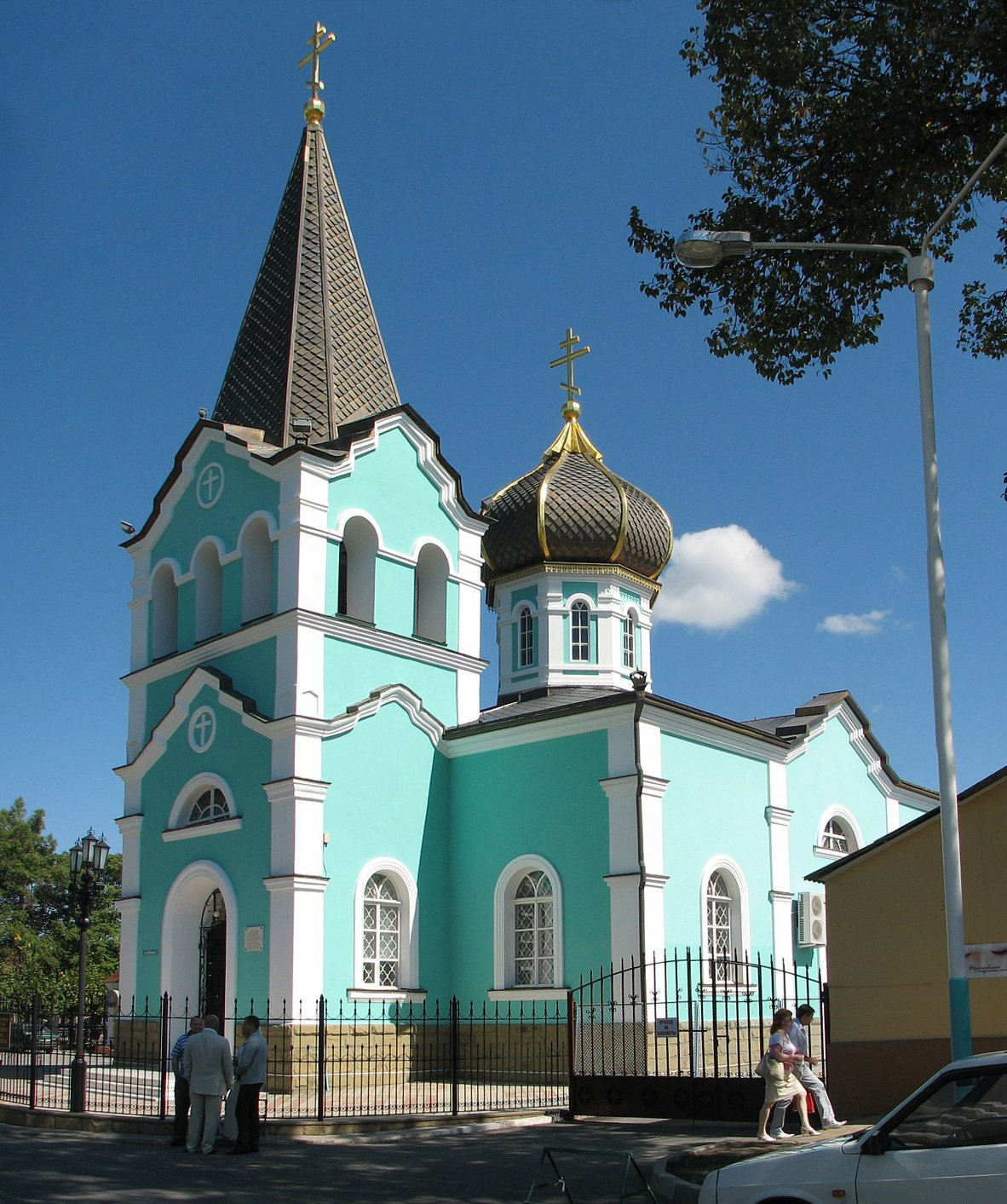
Iglesia Sviatogo Onufriya Velikogo
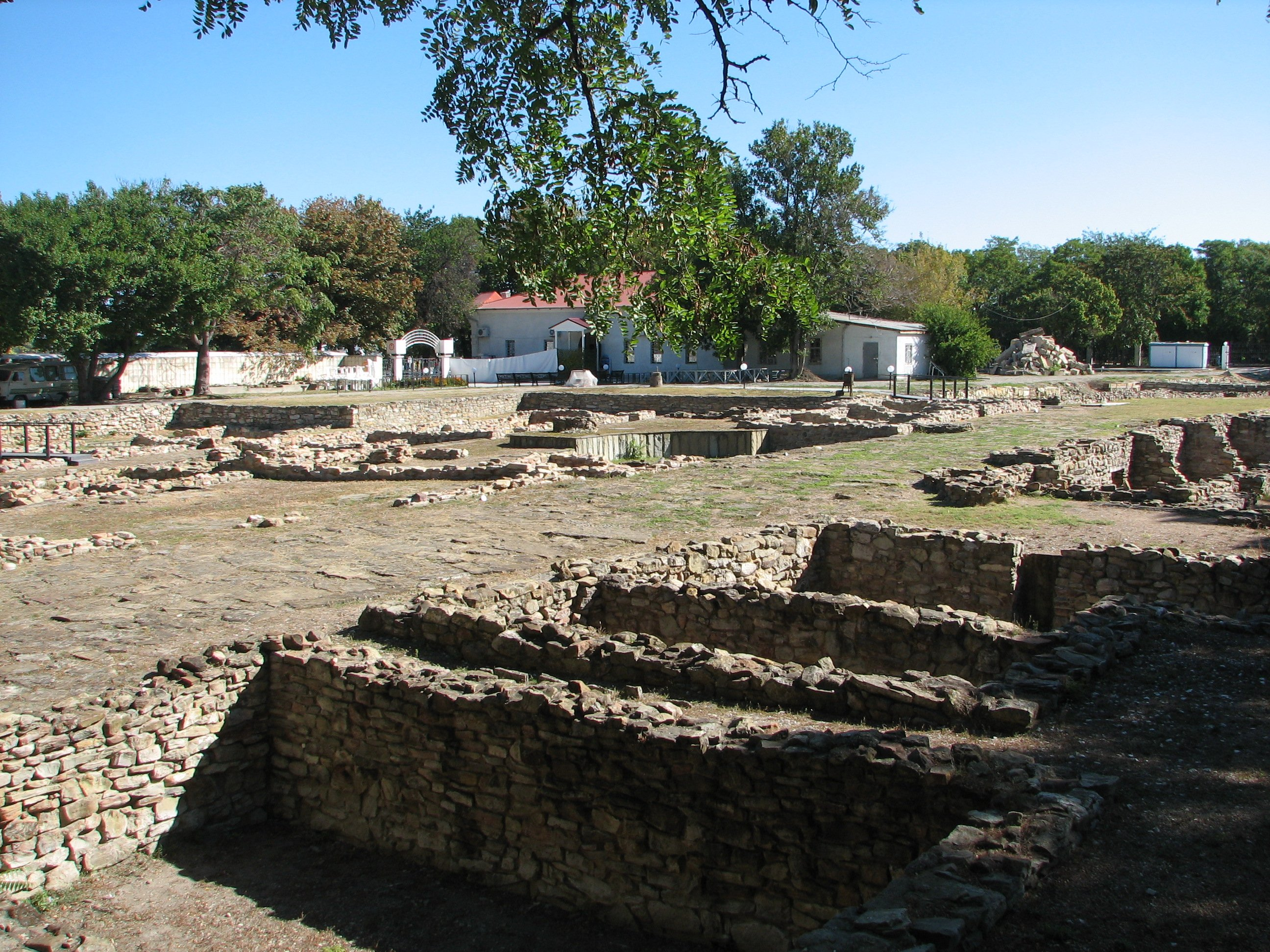
Museo arqueológico Gorguipia.
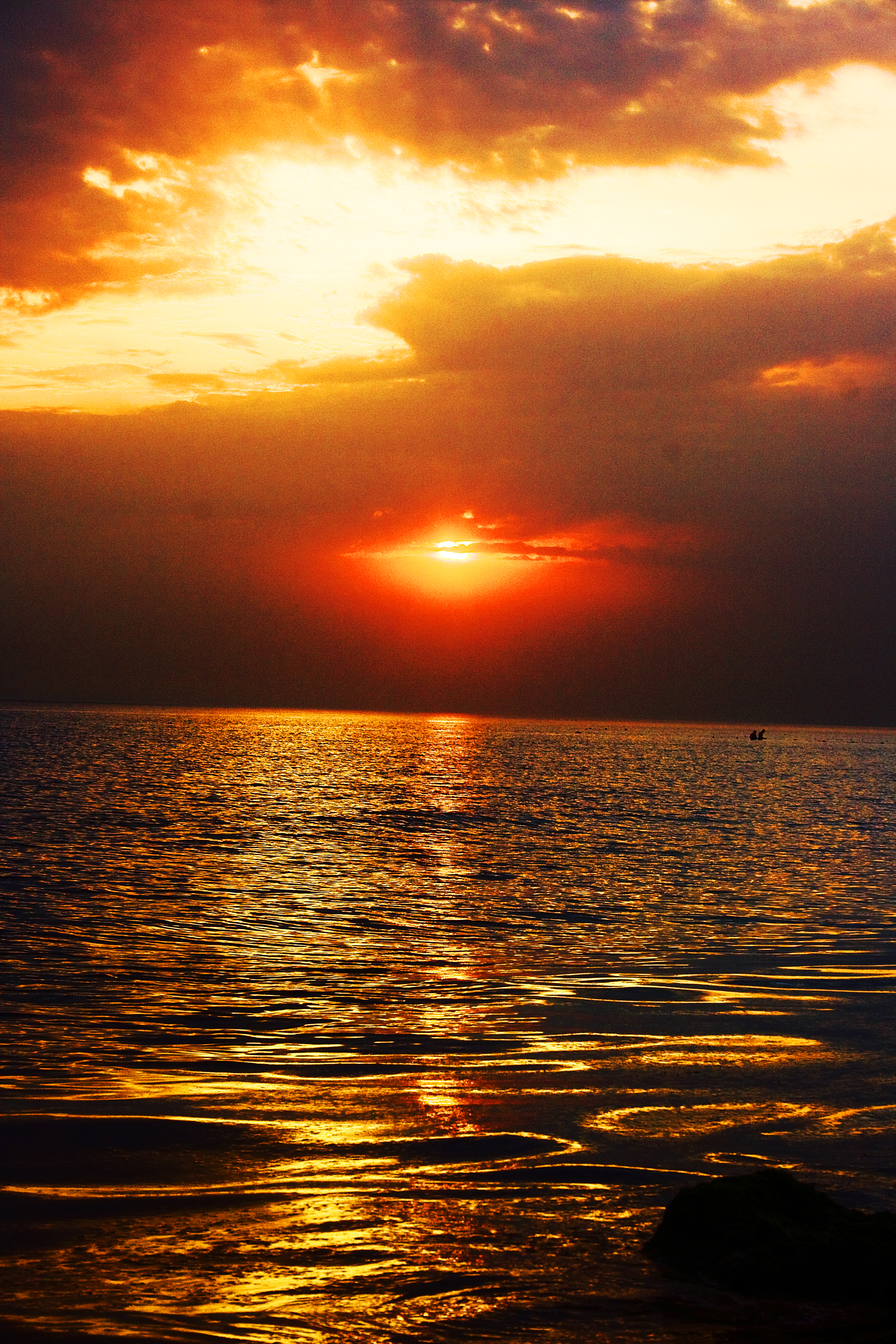
El mar en Anapa.
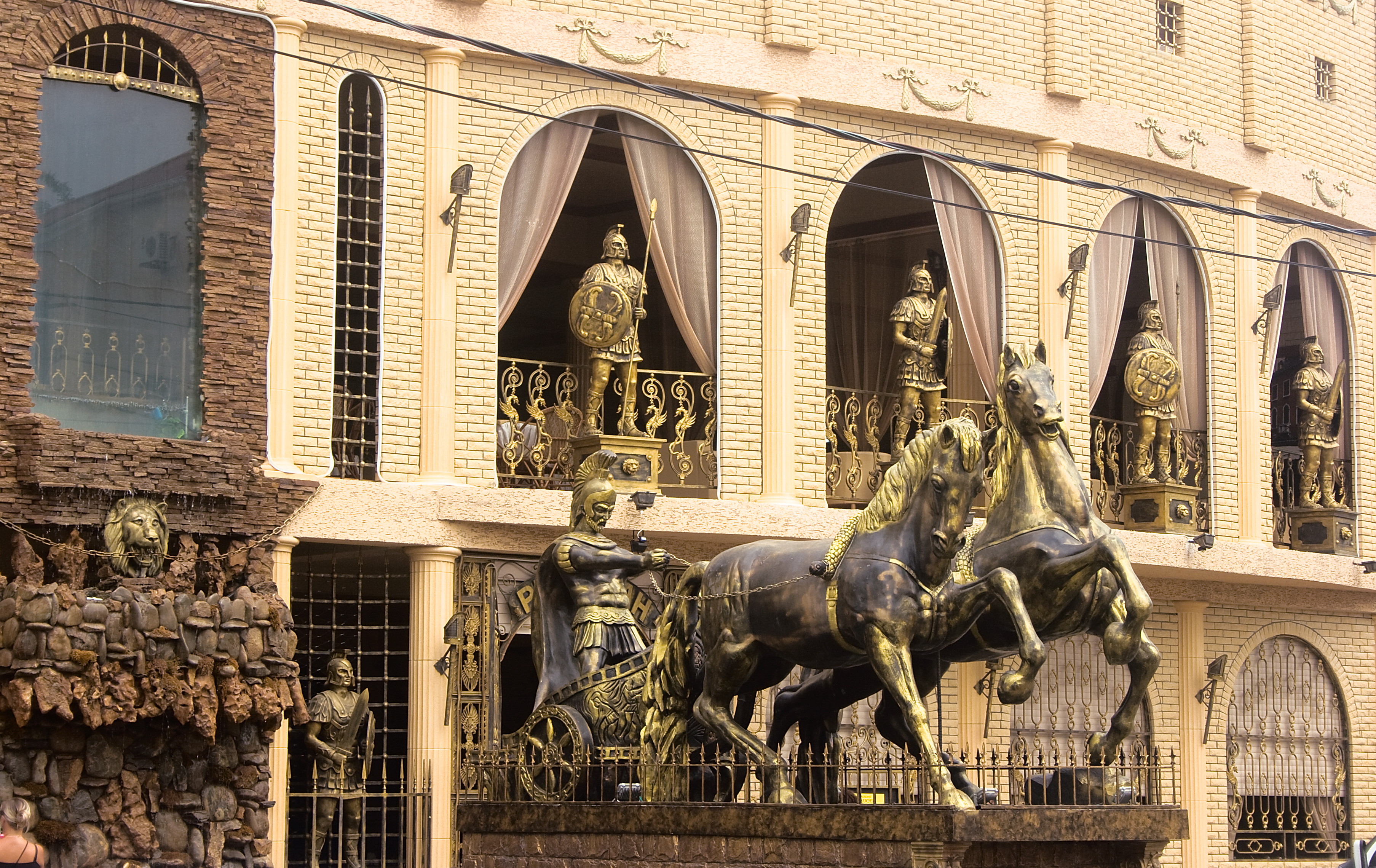
Estatua en Anapa.